# The Hippy Hippy Shake
"The Hippy Hippy Shake" es una canción escrita y grabada por Chan Romero en 1959. Ese año, la canción alcanzó el número tres en Australia.
Una versión del italiano Little Tony apareció en el mismo año y tuvo un éxito moderado en el Reino Unido e Italia.
Una versión fue lanzada en el Reino Unido, por la banda británica The Swinging Blue Jeans fue lanzado en diciembre de 1963. Este sencillo alcanzó el top 5 británico pero no alcanzaron el Top 20 en los Estados Unidos a principios de 1964, porque ocuparon el puesto 21.
Una rara versión en vivo de "Hippy Hippy Shake" se puede encontrar en el álbum Live at the BBC y también en Live! at the Star-Club in Hamburg, Germany; 1962 de The Beatles. Esta versión fue grabada en julio de 1963, esta canción fue grabada antes de la versión de The Swinging Blue Jeans.
La canción fue versionada por la banda de rock glam de Mud en el año 1974, siendo lanzado en su álbum llamada Mud Rock, que alcanzó el número 8 en las listas de éxitos.
La canción también fue versionada por Davy Jones en 1987 como la cara B de su sencillo "After Your Heart".
La canción también fue tocada por la banda The Georgia Satellites en 1988 y aparece en la película, Cocktail, y más adelante en la adaptación de 1994 de Disney, Angels in the Outfield.